# Kiwano
Kiwano ili afrička rogata dinja (lat. Cucumis metulifer) vrsta je biljke iz porodice Cucurbitaceae., porijeklom iz Afrike (Zimbabvea), a uzgaja se na Novom Zelandu. Do 1930. godine bio je malo poznat izvan rodne Afrike, nakon čega je uspješno kultiviran na području Novog Zelanda i Australije, gdje je i dobio svoje ime kiwano zbog sličnosti s kivijem. Kiwano je član obitelji Cucumis metuliferus, zajedno s dinjom, krastavcima i tikvicama, te s kivijem nije u nikakvoj botaničkoj vezi. Meso kiwana je svijetlo zelene boje, a sadrži puno sjemenki. Okusom nalikuje banani s prizvukom citrusa. Čest je sastojak voćnih salata, a jede se sirov. Ovo hranjivo voće je dostupno gotovo tijekom cijele godine, a u sezoni je tijekom ljetnih mjeseci. Najviše se uzgaja na Novom Zelandu, Čileu i u Kaliforniji. U malim količinama uzgaja se i u Hrvatskoj.  

## Nutritivni sastav
Kiwano je prvenstveno dobar izvor vitamina C, kalija i željeza. Ostali minerali prisutni u manjim količinama su magnezij, fosfor, cink, bakar, kalcij i natrij. Sjemenke sadrže niz masnih kiselina, uključujući linolnu i oleinsku masnu kiselinu.
Linolna kiselina je jedna od omega-6 masnih kiselina koje su bitne za ljudsko zdravlje. Oleinska kiselina je također prisutna u maslinovom ulju, a smatra se korisnom u borbi protiv visokog krvnog tlaka.
Dva antioksidansa prisutna u kiwanu su a-tokoferol i y-tokoferol. Oba su organski oblici vitamina E, koji ima brojna pozitivna djelovanja na zdavlje kože, srca, mišića, živaca i crvenih krvnih zrnaca. Vitamin E također pomaže neutralizirati štetne slobodne radikale, koji mogu uzrokovati kronične bolesti poput kardiovaskularnih bolesti i raka. Također postoje i neki dokazi koji sugeriraju da vitamin E može pomoći u smanjenju rizika od oboljevanja Alzheimerovom i Parkinsonovom bolesti.

## Upotreba
Najlakši način konzumacije je prerezivanje na dvije polovice i odstranjivanje pulpe žlicom zajedno sa sjemenkama. Sjeme i pulpa kiwana ukusne se u kombinaciji sa sladoledom, sorbetima ili jogurtom. Može se koristiti u izradi preljeva za salatu, kao zamjena za ocat ili u kombinaciji s njim. Kiwano se okusom dobro slaže sa slanim sirevima, poput feta sira, te s krastavacem i rajčicom u povrtnim salatama. Žućkasto-zeleni pigment u sjemenkama i pulpi kiwana sadrži karotenoid, tj. beta karoten poznatiji kao vitamin A. Beta karoten pomaže ojačati imunološki sustav i održava zdravlje očiju i kože. Jede se samostalno ili se od njega radi salata u kombinaciji s drugim tropskim voćem. Narezan na kriške služi u dekoraciji. Blagi okus kiwana dobro se uklapa u primjerice koktel od škampa.

## Galerija
- C. metuliferus
- C. metuliferus
- C. metuliferus
- C. metuliferus
- C. metuliferus